# Брюдерле, Райнер
Ра́йнер Брю́дерле (нем. Rainer Brüderle, род. 22 июня 1945, Берлин) — немецкий политик, член Свободной демократической партии, в 2009—2011 годах министр экономики и технологии, в 2011—2013 годах глава парламентской фракции СвДП.

## Образование
Изучал журналистику, право, экономику и политологию в Майнцском университете Иоганна Гутенберга. В 1971 году стал магистром экономики.

## Трудовая и политическая деятельность
После учёбы занимался преподавательской деятельностью в области экономической политики.
1975—1981 — руководитель Службы по развитию экономики и транспорта в Майнце, с 1977 года курирует также вопросы недвижимости и сельского хозяйства.
1980—1990 — заместитель председателя окружного отделения Свободной демократической партии (СвДП) в Майнце.
1983 — председатель отделения СвДП в федеральной земле Рейнланд-Пфальц.
1987—1998 — депутат ландтага, министр экономики федеральной земли Рейнланд-Пфальц.
1988—1998 — заместитель премьер-министра земли Рейнланд-Пфальц, с 1994 года курировал вопросы сельского хозяйства и виноградарства.
1995—2009 — заместитель председателя СвДП, депутат бундестага с 1998 года, а также заместитель председателя фракции СвДП в бундестаге.
1999—2009 — спикер СвДП по экономическим вопросам.
С 28 октября 2009 года по 12 мая 2011 года — федеральный министр экономики и технологии.
С 10 мая 2011 года председатель фракции СвДП в бундестаге.
В марте 2013 года утверждён кандидатом на выборах канцлера от СвДП.

## Награды
Командор ордена «За заслуги перед Федеративной Республикой Германией».